# Crosshouse
Crosshouse ist ein Dorf in Schottland und liegt in unmittelbarer Nachbarschaft zu der Stadt Kilmarnock in East Ayrshire.

## Geschichte
Crosshouse wurde im frühen neunzehnten Jahrhundert als Siedlung für die Bergleute, die in den zahlreichen Zechen der Gegend gearbeitet haben, gebaut und war bis 1882 Teil der Gemeinde Kilmaurs. Im Jahre 2011 hatte Crosshouse 2861 Einwohner. Es beherbergt das 1982 als Nachfolger der alten Kilmarnock Infirmary eingeweihte Krankenhaus Crosshouse Hospital, einem Hauptarbeitgeber der Region.

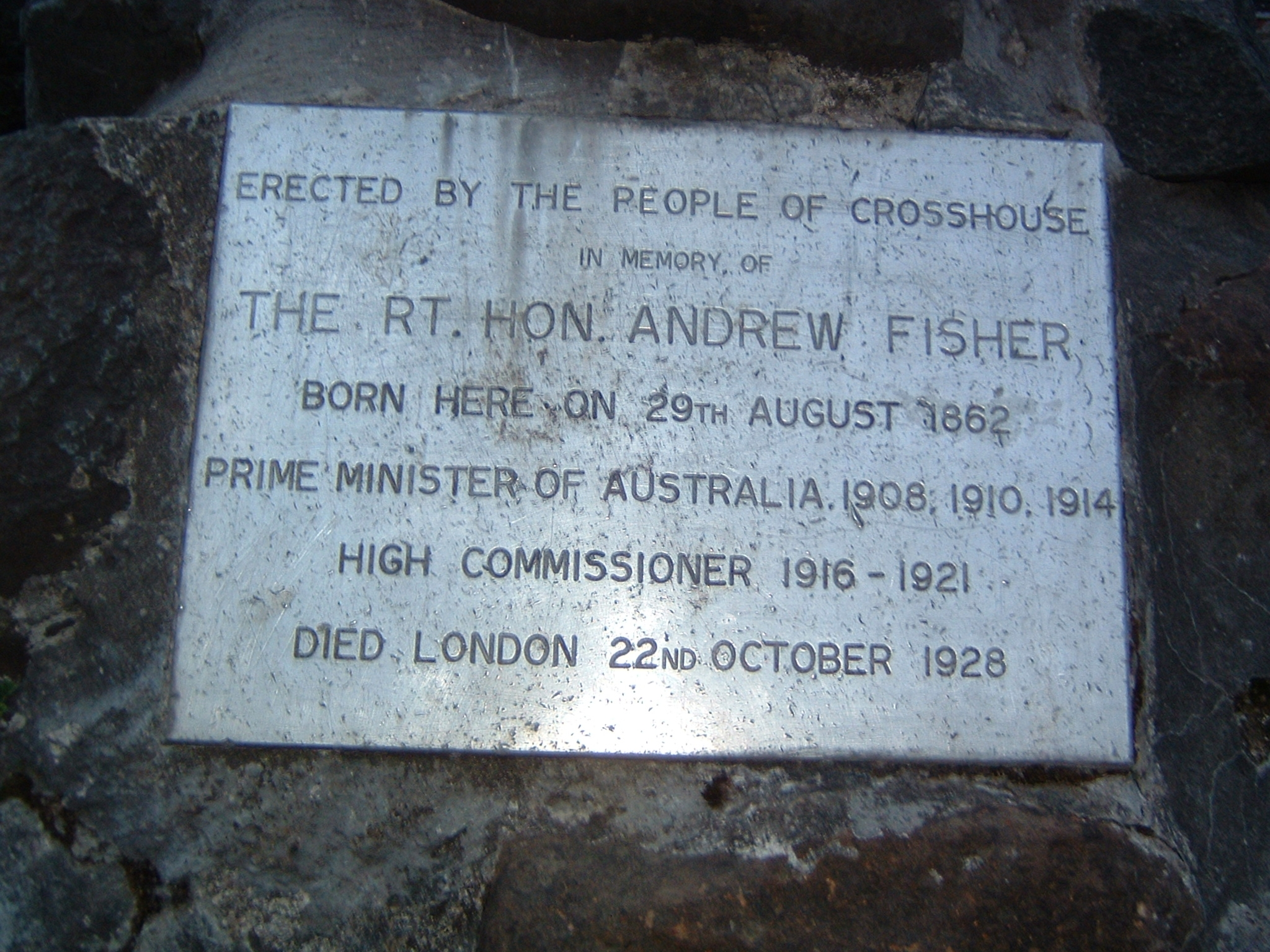
Gedenkplakette für Andrew Fisher in seinem Geburtsort Crosshouse in Schottland
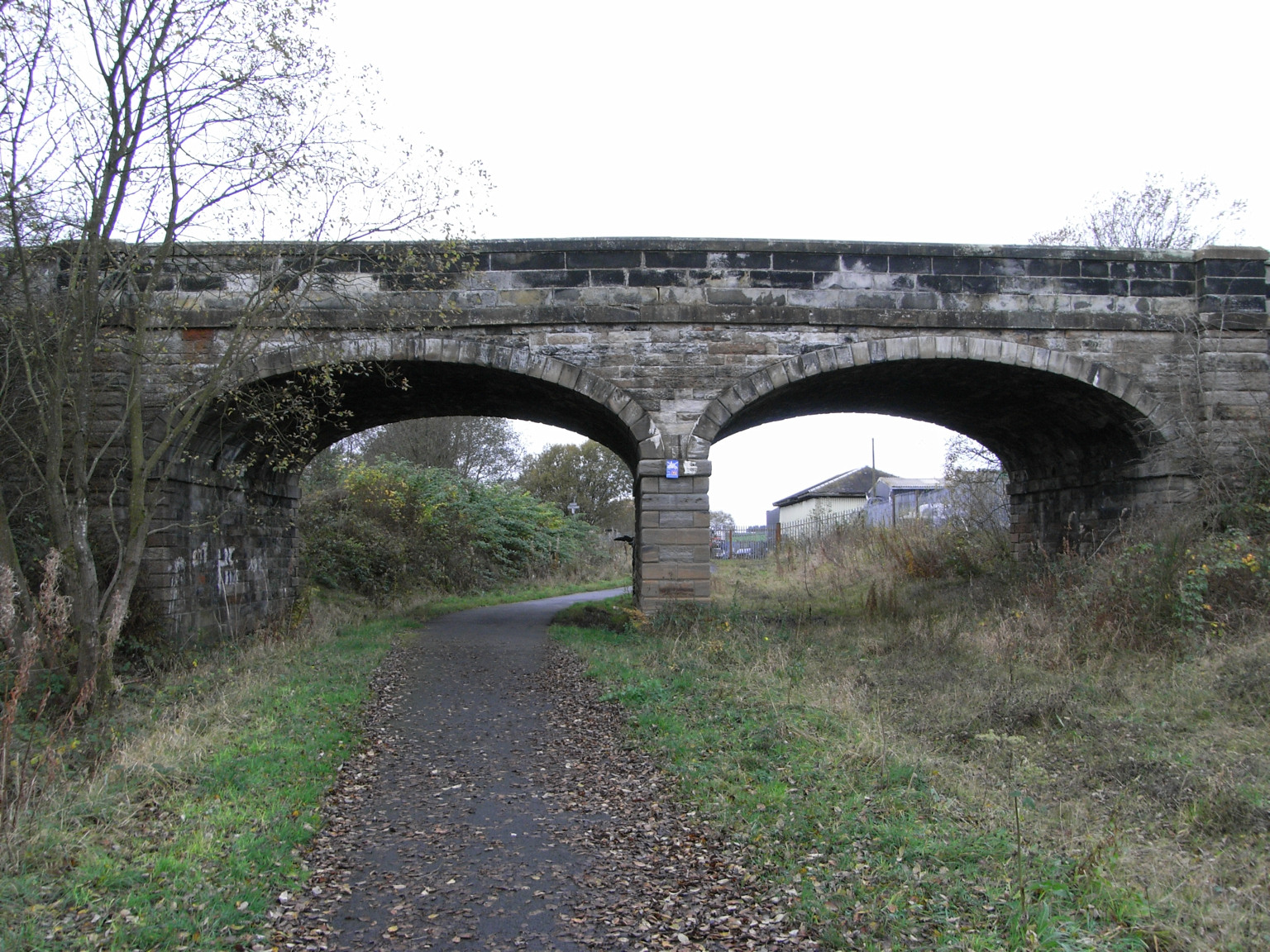
Bahnbrücke bei Crosshouse
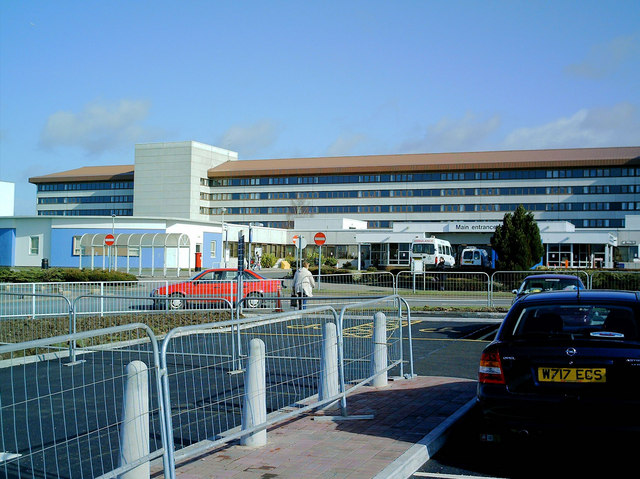
Crosshouse Hospital

## Persönlichkeiten
- Andrew Fisher (1862–1928), mehrfacher Premierminister Australiens, wurde 1862 als Sohn eines Bergarbeiters in Crosshouse geboren und arbeitete dort selbst als Bergarbeiter, bis er 1885 nach Australien auswanderte.
- Es gibt Spekulationen, dass der schottische Nationalheld Sir William Wallace nicht wie allgemein angenommen in Elderslie bei Paisley, sondern in Ellerslie nahe Crosshouse geboren wurde.